# Tadeusz Paciorkiewicz
Tadeusz Paciorkiewicz (* 17. Oktober 1916 in Sierpc; † 21. November 1998 in Warschau) war ein polnischer Komponist, Organist und Musikpädagoge.

## Leben
Paciorkiewicz studierte von 1936 bis 1939 am Warschauer Konservatorium Orgel bei Bronisław Rutkowski. Nach dem Zweiten Weltkrieg trat er als Orgelvirtuose und Chorleiter auf und studierte zugleich Komposition bei Kazimierz Sikorski an der Staatlichen Musikhochschule in Łódź.
1945 gründete er eine Musikschule in Płock, die er bis 1949 leitete. Von 1949 bis 1959 unterrichtete er Musiktheorie an der Musikhochschule von Łódź. 1954 wurde er Lehrer, 1968 Professor an der Musikhochschule Warschau. Daneben war er von 1963 bis 1969 Dekan der Fakultät für Komposition, Musiktheorie und Dirigieren und von 1969 bis 1971 Rektor der Warschauer Musikakademie.
Paciorkiewicz komponierte Opern und Filmmusiken, Schauspielmusiken, Orchesterwerke, Kammer- und Chormusik, Werke für Soloinstrumente und Lieder. Er wurde für sein kompositorisches und musikpädagogisches Werk vielfach ausgezeichnet.

## Werke
- Sonata na organy (1946–47)
- Wariacje für Streichquartett (1946)
- Dziesięć piesni kurpiowskich für gemischten Chor (1948)
- Suita kurpiowska für kleines Sinfonieorchester (1948)
- Uwertura für großes Sinfonieorchester (1949)
- Oda do młodości, Kantate für vier Solostimmen, gemischten Chor und großes Sinfonieorchester (1950)
- Kwintet na instrumenty dęte (1951)
- Koncert fortepianowy nr 1 (1951–52)
- Symfonia nr 1 (1953)
- Dziesięć pieśni śląskich für gemischten Chor (1954)
- Koncert fortepianowy nr 2 (1954)
- Sonata na skrzypce i fortepian (Sonate für Violine und Klavier) (1954)
- Koncert skrzypcowy (Violinkonzert) (1955)
- Wycinanki z morskiej pianki, kleine Kantate für Kinderchor und Bläserquintett" (1956)
- Symfonia nr 2 (1957)
- Fantazja für Violine und Klavier (1957)
- Legenda warszawy, Ballett (1959)
- Cztery kaprysy (Quasi una sonata) für Klarinette und Klavier (1960)
- Kwartet smyczkowy nr 1 (Streichquartett) (1960)
- Ciężar ziemi (Version 1) für Stimme und Klavier (1960–61)
- Ojczyzna für gemischten Chor und Sinfonieorchester (1961)
- Ushiko, Rundfunkoper (1962)
- Muzyka für Harfe und fünf Blasinstrumente (1963)
- Trio stroikowe (1963)
- Uwertura popularna für kleines Sinfonieorchester (1963)
- Panienka z okienka, Oper (1964)
- Trio na flet, altówkę i harfę (1965–66)
- Adagio i allegro für Streichorchester (1966–67)
- Muzyka für Mezzosopran und Streichorchester (1966)
- Ciężar ziemi (Version 2) für Sopran und Orchester (1967)
- Ligea, Rundfunkoper (1967)
- Koncert organowy nr 1 (1967)
- Divertimento für Klarinette und Streichorchester (1968)
- Fantazja żołnierska für großes Blasorchester (1968)
- Fantazja gotycka für Orgel (1968)
- Postludium für Orgel (1969)
- Koncert na puzon i orkiestrę symfoniczną (1971)
- Mała suita für vier Hörner (1971)
- Toccata nr 1 für Orgel (1971)
- Sześć miniatur für vier Posaunen (1971–72)
- Kwintet fortepianowy (1972)
- De revolutionibus, Oratorium für vier Solostimmen, Sprecher, gemischten Chor, Knabenchor, Orgel und Sinfonieorchester (1972)
- Missa brevis für gemischten Chor und Orgel (1973)
- Sonata na wiolonczelę i fortepian (1974)
- Toccata nr 2 für Orgel (1975)
- Koncert na altówkę i orkiestrę (Violakonzert) (1975–76)
- Triptychon per organo (1976–77)
- Orfeusz w lesie, Kantate für gemischten Chor (1977)
- Muzyka kameralna für zwei Bläserquartette (1978)
- Ave Regina Caelorum für gemischten Chor (1978)
- Concerto alla barocco für Cembalo und kleines Sinfonieorchester (1978)
- Koncert na harfę, flet i orkiestrę smyczkową (1979–80)
- Preludia für Bläserquintett (1980)
- Oda do młodości, Kantate für vier Solostimmen, gemischten Chor und großes Sinfonieorchester (1980–81)
- Kwartet smyczkowy nr 2 (Streichquartett) (1982)
- Koncert na obój i orkiestrę symfoniczną (1982)
- Andante für Violine und Orgel (1984)
- Koncert na dwoje skrzypiec i orkiestrę (Konzert für zwei Violinen) (1984)
- Litania polska für gemischten Chor (1984)
- Trzy małe preludia i fugi für Orgel (1984–85)
- Tryptyk warszawski, drei Lieder für gemischten Chor (1985)
- Dwa chorały für Orgel (1985)
- Refleksje für Trompete und Orgel (1987)
- Decet für Bläser- und Streichquintett (1987–88)
- Koncert na organy i orkiestrę smyczkową nr 2 (1987–88)
- Sonata na altówkę i fortepian (Sonate für Viola und Klavier) (1987–88)
- Aria für Viola und Orgel (1988)
- Kwintet fletowy (1988)
- Symfonia nr 3 (1989)
- Koncert na altówkę, organy i orkiestrę (1989–90)
- Sekwencja für Orgel (1990)
- Lauda Sion, Dialoge für Orgel und Harfe (1990)
- Ave Maria für gemischten Chor und Orgel (1991)
- Koncert na wiolonczelę i zespół kameralny (1991)
- Andante calmato für Cello und Orgel (1991)
- Symfonia nr 4 (1992)
- Psalm 150 Laudate dominum für fünf Solostimmen, fünfstimmigen gemischten Chor und Orgel (1993)
- Kaprys für Klarinette solo (1995)
- Andante für Violine und Viola (1996)